# Christoph von Tiedemann

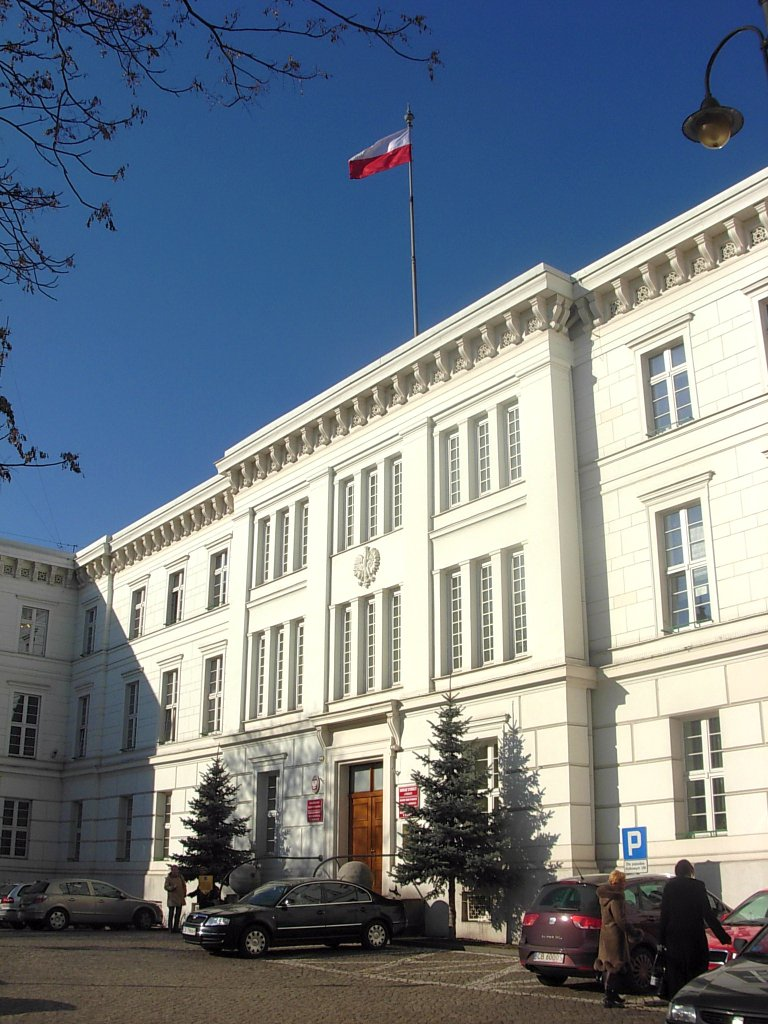
Dawny budynek Regencji w Bydgoszczy, rozbudowany o skrzydła boczne w ostatnich latach urzędowania Christopha von Tiedemanna

Christoph Willers von Tiedemann (ur. 1836 w Szlezwiku, zm. 1907 w Berlinie) – szef Kancelarii Rzeszy, współpracownik kanclerza Ottona von Bismarcka, poseł do sejmu pruskiego i Reichstagu, prezydent Królewskiej Regencji w Bydgoszczy w latach 1881–1899.

## Życiorys
Urodził się 24 września 1836 r. w Szlezwiku, wówczas jeszcze mieście duńskim. Był synem inspektora ziemskiego w pobliskim Johannisbergu, nacjonalisty i działacza tamtejszej mniejszości niemieckiej. Uczęszczał do gimnazjum w Szlezwiku, po czym odbył studia prawnicze i ekonomiczne na uniwersytetach w: Kilonii, Lipsku i Berlinie. Powrócił potem do Szlezwiku-Holsztyna. Po uzyskaniu tytułu asesora, w 1862 r. podjął pracę jako adwokat w Segebergu, gdzie doczekał zwycięskiej dla Niemiec wojny z Danią w 1864 r. i przyłączenia Szlezwiku-Holsztyna do monarchii pruskiej.
Wymiana duńskiej kadry administracyjnej na niemiecką stała się okazją do podjęcia pracy w organach pruskiej administracji państwowej. W 1864 r. został mianowany wójtem w ziemstwie Stapelholm i zastąpił odchodzącego ze stanowiska Duńczyka, Ferdinanda von Krogha. W 1865 r. przeniósł się do Flensburga, gdzie objął stanowisko policmajstra. Był jednym z założycieli tamtejszej Niemieckiej Partii Narodowej (niem. Nationalpartei), powszechnie bojkotowanej przez miejscowe koła, związane jeszcze tradycją z Królestwem Danii. Pracując w administracji państwowej na obszarze pogranicznym, dwunarodowym i dwujęzycznym, miał możliwość zapoznać się z problemami administracyjnymi związanymi ze współistnieniem mniejszości narodowych. Doświadczenia te wykorzystał później w zarządzaniu bydgoskim okręgiem regencyjnym.
W 1870 r. przeniósł się do Berlina, gdzie zatrudniono go jako radcę w wydziale organizacyjnym tamtejszego Prezydium Policji. W 1872 r. objął stanowisko landrata w powiecie Mettmann w Nadrenii. W 1873 r. po raz pierwszy wybrano go na posła do sejmu pruskiego z ramienia Partii Wolnych Konserwatystów (niem. Freikonservative Partei) – dawnej partii rządowej propagującej idee Bismarcka. Po zakończeniu kadencji w 1876 r. powrócił do Berlina, gdzie znalazł zatrudnienie w Ministerstwie Stanu, najpierw jako urzędnik pomocniczy, a następnie tajny radca regencyjny (1879) i radca-sprawozdawca.
Nowy rozdział w jego działalności otworzyło powierzenie mu funkcji szefa (1878–1881) Kancelarii Rzeszy, utworzonej przez kanclerza Ottona von Bismarcka w 1878 r. Tiedemann stał się jednym z jego najbliższych współpracowników i gorącym propagatorem jego poglądów politycznych, zwłaszcza wielkomocarstwowych ambicji i szczególnej roli Królestwa Prus. Współpraca z Bismarckiem spowodowała, że z prowincjonalnego urzędnika państwowego stał się uczestnikiem i obserwatorem wielkiej polityki, której celem było zjednoczenie, unifikacja i budowa jednolitego, potężnego organizmu państwowego Rzeszy Niemieckiej.
W 1879 r. ponownie uzyskał mandat w pruskim sejmie i jako przedstawiciel Wolnych Konserwatystów zasiadał w nim do 1903 r. W 1881 otrzymał nominację kanclerza Ottona von Bismarcka na wakujące stanowisko prezydenta Regencji w Bydgoszczy. W 1898 r. kandydował z powodzeniem w wyborach do Reichstagu z okręgu bydgoskiego, który dotąd uchodził za tradycyjnie polski. Zwyciężył w nich kontrkandydata – Polaka, Leona Czarlińskiego (stosunek głosów 10263:6193). Piastował odtąd dwa mandaty parlamentarne (od 1879 był już posłem do Landtagu). Wybór ten uznano za przeszkodę w dalszym pełnieniu obowiązków prezydenta Regencji, gdyż konieczność udziału w posiedzeniach obu parlamentów wiązała się wielomiesięczną nieobecnością w Bydgoszczy.
Wcześniej był on przewidywany jako następca Hugo von Wilamowitz-Möllendorffa na stanowisku nadprezydenta Prowincji Poznańskiej, lecz projekt ten nie został zrealizowany. Ostatecznie od wiosny 1899 r. zrezygnował ze stanowiska prezydenta Regencji w Bydgoszczy i poświęcił się wyłącznie działalności parlamentarnej.
W wyborach do Reichstagu w 1903 r. powtórnie wygrał w okręgu bydgoskim z Leonem Czarlińskim (stosunek głosów 12175:7403), lecz nie kandydował już w wyborach do sejmu pruskiego w Berlinie, ani do Reichstagu w 1907 r.
Christoph Tiedemann był członkiem bydgoskiego Niemieckiego Towarzystwa Nauki i Sztuki, w którym pełnił funkcję honorowego przewodniczącego wydziału historycznego. Zajmował się również publicystyką. Zmarł 20 lipca 1907 r. w Berlinie. Jego żona Louise od 1881 r. przewodniczyła bydgoskiemu Vaterländischer Frauenverein. W 1898 r. została odznaczona Złotym Medalem Czerwonego Krzyża.
Szczególnym wyrazem uznania dla Tiedemanna było nadanie mu tytułu szlacheckiego (1883). Był również odznaczony Orderem Orła Czerwonego z Gwiazdą i Liśćmi Dębu III klasy (1899).

## Prezydent Regencji w Bydgoszczy
Urząd prezydenta Regencji w Bydgoszczy objął 7 października 1881 r. Pełniąc swój urząd, nadal pozostał współpracownikiem kanclerza Ottona von Bismarcka, jego doradcą i ekspertem w sprawach prowincji wschodnich Cesarstwa Niemieckiego. Jego analiza stosunków narodowościowych i sytuacji niemczyzny na tych obszarach, opracowana w 1886 r. była podstawą dla zastosowanych w praktyce uregulowań prawnych.
W swoich opracowaniach w zakresie kwestii narodowościowych jawił się jako niemiecki nacjonalista, zdecydowanie wrogi polskości i polskim ambicjom narodowym oraz ruchom narodowowyzwoleńczym. Widział w nich zagrożenie dla bezpieczeństwa i pozycji Rzeszy Niemieckiej, źródło ewentualnej irredenty. Z tego względu wiele uwagi poświęcał germanizacji ziem polskich, udzielał poparcia Komisji Kolonizacyjnej, niemieckiemu osadnictwu oraz działalności Niemieckiego Związku Marchii Wschodniej (niem. Deutscher Ostmarkenverein, Hakata).
Szczególną rolę w zniemczaniu przypisywał szkolnictwu i wychowaniu w duchu niemieckim, a także lojalności wobec monarchii. Zainteresował się rozwojem sieci szkolnej, także szkół średnich dla dziewcząt subsydiując budowę wielu nowych placówek oświatowych w bydgoskim okręgu regencyjnym. Z rozbudową sieci kolejowej łączył nadzieje nie tylko na ożywienie gospodarcze regionu, lecz również ściślejsze kontakty i wymianę kulturalną z Rzeszą Niemiecką.
Urząd prezydenta Regencji w Bydgoszczy pełnił do 1 kwietnia 1899 r., kiedy to poświęcił się wyłącznie działalności parlamentarnej.
W polskim piśmiennictwie był określanym mianem polakożercy.